# Chymomyza lahu
Chymomyza lahu är en tvåvingeart som beskrevs av Burla 1954. Chymomyza lahu ingår i släktet Chymomyza och familjen daggflugor.
Artens utbredningsområde är Elfenbenskusten. Inga underarter finns listade i Catalogue of Life.